# Dyron Nix
Dyron Patrick Nix (Meridian, Mississipi, 11 de febrer de 1967 - Atlanta, Geòrgia, 15 de desembre de 2013) va ser un jugador professional de bàsquet nord-americà. Amb 2,01 metres d'altura, ocupava la posició de pivot.

## Carrera esportiva
Va ser triat a la 2a ronda del Draft de 1989 en la posició n. 29 pels Charlotte Hornets, i després de disputar 20 partits de la temporada 1989/90 a les files dels Indiana Pacers de la NBA va fer el salt a Europa, on desenvoluparia la major part de la seva carrera professional formant part de clubs de diferents lligues. A la lliga espanyola va jugar a diversos equips: Mayoral Málaga (1990-91), Grupo Libro Valladolid (92-93), 7up Joventut (93-94), Somontano Huesca (95-96), Caja San Fernando (95-96), Festina Andorra (96), Fórum Filatélico (96-97), Cáceres CB (98-99) i Cantabria Lobos (99-00). Durant la seva estada a Badalona va formar part de la plantilla del Joventut que va guanyar la Lliga Europea, tot i que la seva qualitat de forà no el va deixar participar en la competició europea.
Va morir l'any 2013 a Atlanta, als 46 anys, d'una pneumònia.